# ポール・ディラック
ポール・エイドリアン・モーリス・ディラック（Paul Adrien Maurice Dirac [dɪˈræk]、1902年8月8日 - 1984年10月20日）は、イギリスのブリストル生まれの理論物理学者である。量子力学及び量子電磁気学の分野で多くの貢献をした。1933年にエルヴィン・シュレーディンガーと共にノーベル物理学賞を受賞している。1932年からケンブリッジ大学のルーカス教授職を務め、最後の14年間をフロリダ州立大学の教授として過ごした。

## 生涯

### 生い立ち
1902年にイギリスのブリストルで、スイス移民の父チャールズ・ディラックとイギリス人の母フローレンス・ホールトンの間に生まれた。二歳上の兄フェリックスと四歳下の妹ベティーがいたが、フェリックスは1924年に自ら命を絶った。父は1919年10月22日に子供も含めてそれまでのスイス国籍からイギリス国籍に変更した。ディラックの回想によると、フランス語の教師であった父は彼とフランス語だけで話す規則をつくった。ディラックはフランス語で話すことができなかったので、英語でしゃべるよりも沈黙をすることがたやすかった。そのときから彼は非常に無口になった。

### 教育
第一次世界大戦が始まった1914年に父がフランス語教師をしているマーチャント・ヴェンチャラーズ・スクールに入学した。歴史とドイツ語を除き、クラスではほとんどいつも首席だった。1918年には兄が進学したマーチャント・ヴェンチャーラーズ・カレッジに十六歳で入学し工学を学んだ。カレッジの講座は理論より実用を重視しており、数学ではほかの学生のはるか上を行ったが、実験室の作業は不器用だった。1921年にブリストル大学に進み、電気工学と数学を学んだ。翌年ケンブリッジ大学に入学し、ラルフ・ファウラーが指導教官となった。ファウラーに与えられた課題に取り組み、薦められた本や専門誌の最新号を読み、講義で取ったノートを見直したりした。「量子力学」と題した学位論文で1926年5月に博士号を得た。

### 私生活
極めて寡黙であり、知人の顔を見分けられなかったりごく単純な質問を理解できなかったりすることがあった。晩餐で同席した人に何か要求することなど一切なく、会話を途切れさせずに続けねばならない義務を感じることもなかった。話をしてみようと、糸口になりそうな言葉をかけようが、何の言葉も返ってこないか、単純な「イエス」か「ノー」で返事をしておしまいになるのが常だった。ある日、「今日は雨模様だね」と話しかけられると、つかつかと窓辺まで歩いていき、席に戻って、「今は降っていませんよ」と素気なく言ったという。
ディラックは女性に興味がなく死ぬまで独身だろうと思われていたが、1937年にユージン・ウィグナーの妹のマーギットと結婚した。マーギットはマンシーと呼ばれ、ハンガリー人の前夫との間に息子のガブリエルと娘のジュディーが生まれたが、八年後に離婚していた。マンシーの二人の連れ子以外に、ディラックとマンシーとの間には、1940年に娘のメアリー、1942年にやはり娘のモニカが誕生した。
物理学以外の事柄には余り関心を持たなかったと言われ、友人であったオッペンハイマーが詩を愛好するのを批判して、「誰も知らないことを誰でもわかる言葉で語るのが物理学だ。誰もが知っていることを誰にもわからない言葉で語るのが詩だ。」と言ったことがある。ケンブリッジ大学の同僚はあまりにディラックが寡黙なため、冗談めかして「ディラック」という単位を作った、これは「1時間につき1単語」である。またニールス・ボーアが書きかけの論文の最後のまとめ方がわからないと文句を言っているのを聞き、ディラックは「私は学校で、文章は終わりを考えずに書き始めてはいけませんと習いました」と答えている。
2009年に出版された伝記のレビューでは、1929年夏、ヴェルナー・ハイゼンベルクとともに日本での学会に向けた航海の途中での逸話に言及されている。ハイゼンベルクもディラックも当時20代・独身であり、ハイゼンベルクは終始女性に声をかけてはダンスをしていた一方で、ディラックは社交の場やお喋りに巻き込まれることを苦痛と感じていた。「なぜダンスをするのか？」と友人に聞くと、ハイゼンベルクは「素敵な女の子がいるんだから楽しいでしょう？」と答えました。ディラックは少し考え、「でもハイゼンベルクはどうやってその子が素敵だとわかったんだい？」と聞き返したという。
マーギット夫人が1960年代にジョージ・ガモフとアントン・カプリに話したところによると、ディラックは、訪問者に彼女を紹介する際、「現在私の妻になっている、ウィグナーの妹を紹介させてください」と言っていた。
当時まだ若かったファインマンと初めて会議で会ったとき、長い沈黙のあと、「ひとつ方程式を持ってきた、そちらにもありますか？」と聞いた。
ある会議で講演を行った後、聴講者の一人が手をあげ、「黒板の右上の方程式がわかりません」と聞いた。長く沈黙が続き、司会者に「答えますか」と聞かれると、ディラックは「それは質問ではなく、ただのコメントです」と答えた。
彼はとても謙虚な性格で、彼がはじめに発見した量子の時間発展演算子については「ハイゼンベルクの運動方程式」と呼んでおり、殆どの科学者がフェルミ＝ディラック統計、ボース＝アインシュタイン統計と呼んでいるものを前者はフェルミ統計、後者はその対称性からアインシュタイン統計と呼ぶように主張していた。
アルコールは一切飲まなかった（当初はコーヒー、紅茶さえ飲まなかったが、これらは後年飲むようになった）。SFが好きで、「2001年宇宙の旅」は映画館で３回も観たという。
また、有名になることを極度に避けていたと言われ、ノーベル賞が決まった際には、有名になることを恐れて受賞を辞退しようとした。その際、ラザフォードが「もしノーベル賞を断ったら、君はノーベル賞をもらった場合より、もっと有名になる」と言って説得した結果、渋々賞を受けたと伝えられる。1930年、王立協会フェローに選出される。

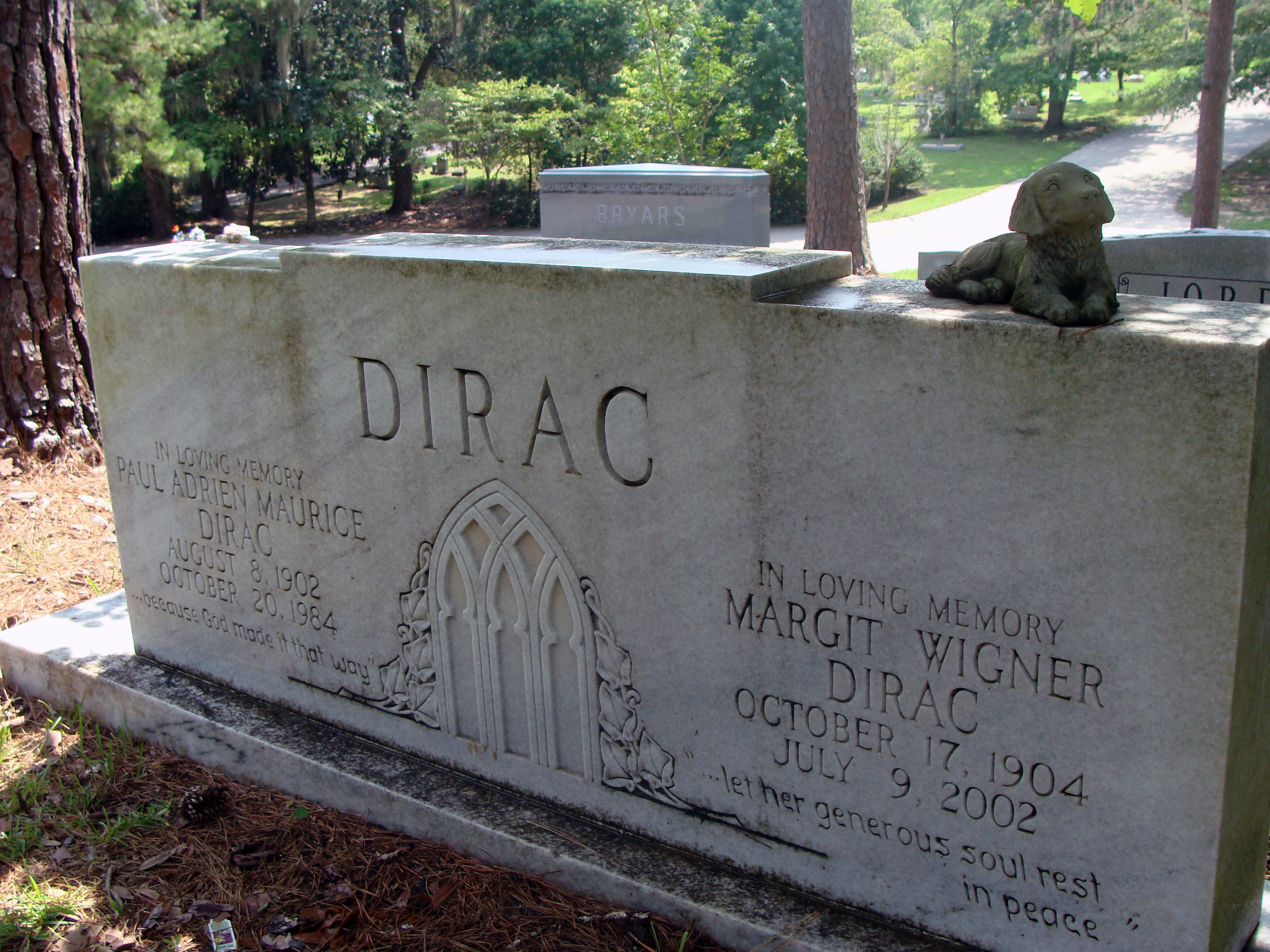
ディラック夫妻の墓石

1984年にフロリダ州タラハシーで亡くなり、同地のローズローン墓地に埋葬された。2002年に亡くなったマーギット夫人も埋葬されている。
彼を記念して、ディラック賞が1985年に設立された。

## 業績
ハイゼンベルクによる量子力学の定式化(行列力学)を受け、1925年に量子力学での力学変数の間の交換子と古典力学でのポアソン括弧の関係の類似性を見出した。1926年にはシュレーディンガーによって提案されていた波動力学と行列力学との間の等価性を、シュレーディンガーと独立に証明した。また、パウリの排他律を満たす粒子の統計力学、フェルミ＝ディラック統計をフェルミと独立に考察した。ここでディラックは、ある粒子系の波動関数が粒子の入れ換えについて対称（反対称）であることが、その粒子がボース＝アインシュタイン統計（フェルミ＝ディラック統計）を満たすことと対応することを述べている。
1928年に電子の相対論的な量子力学を記述する方程式としてディラック方程式を考案した。この方程式から導かれる電子の負のエネルギー状態についていわゆるディラックの海と呼ばれる解釈を提案した。この解釈では粒子の質量、寿命、電荷などの絶対値は等しいが、電荷など符号を持つものは逆符号である粒子、すなわち反粒子の存在が予言される。後に電子の反粒子である陽電子がアンダーソンにより1932年に実験的に発見され、反粒子の存在が実証された。
彼はまた数学の分野にも大きな影響を与えた。ディラックのデルタ関数は、数学における超関数理論へと発展し、相対論的量子力学ではスピノルなどの新しい数学的概念を積極的に活用して理論を組み立てた。さらに、波動関数の位相に関する考察と、単一の電荷に対応して単一の磁荷もあって良いのではないかと考えて、量子力学の枠内で単極磁荷を持つ粒子、磁気単極子（モノポール）の記述を考案し、磁気単極子の存在が電荷が量子化されていることを説明すると主張した。ここでの彼の考察は数学者によって独立に考えられたファイバー束の数学と本質的に同一であった。
磁気単極子を扱った論文で、彼は物理学における数学的な美の重要性を強調している。ディラックの考えた素粒子としての素朴なモノポールの存在については多くの物理学者は否定的だが、その後の理論的発展により大統一理論において量子場の配位としてのモノポールは存在し得ることが分かり、精力的に研究されている。
量子力学に関する洞察を彼自身が考案したブラ-ケット記法によって記述した著書『量子力学』(原題: Principles of Quantum Mechanics)は名著として知られている。ファインマンはこの著書からヒントを得て経路積分を考案した。
このほか、基礎物理定数から求められる無次元量に10の40乗（またはその2乗）という値が現れることから大数仮説を提示した。

## 哲学に対して
哲学者は、科学とは違う日常的言語で「存在」や「宇宙」を語ろうとしてきた。しかし、量子論を創設した一員であるディラックは、哲学者をことさら信用していなかった。ディラックが居た頃のケンブリッジ大学で、一番の論客として鳴らしていた哲学者はウィトゲンシュタインだったが、彼を含め哲学者たちは、量子波動関数や不確定性原理について的外れなことばかりを発言し記述しており、ディラックの不信は嫌悪に変わった。ディラックが見たところ、哲学者たちは量子力学どころか、パスカル以降の「確率」の概念さえ理解していない。
ディラックの考えでは、非科学的な日常的言語をいくら使っても、正確な意思疎通を行うことはできない。量子力学を説明してくれと言う家族や友人に対してディラックは、「無理です」と言って黙り込むのが常だった。どうしても説明してほしいと迫る友人に、ディラックは「それは目隠しした人に触覚だけで雪の結晶がなにかを教えるようなもので、触ったとたん溶けてしまうのだ」と返した。

## 受賞歴
- 1933年 ノーベル物理学賞
- 1939年 ロイヤル・メダル
- 1941年 ベーカリアン・メダル
- 1952年 コプリ・メダル、マックス・プランク・メダル
- 1964年 ヘルムホルツ・メダル

## 著作
- 『一般相対性理論』江沢洋訳、東京図書、1977年1月。新版1985年12月。ISBN 4-489-00154-1。
  - 『一般相対性理論』江沢洋訳、筑摩書房〈ちくま学芸文庫〉、2005年12月。ISBN 4-480-08950-0。
- 『現代物理学講義』有馬朗人・松瀬丈浩共訳、培風館、1985年9月。ISBN 4-563-02167-9。
  - 『ディラック 現代物理学講義』岡村浩訳、筑摩書房〈ちくま学芸文庫〉、2008年2月。ISBN 978-4-480-09132-1。
- 『ヒルベルト空間のスピノル』喜多秀次訳、吉岡書店〈物理学叢書52〉、1986年10月。ISBN 4-8427-0182-X。ISBN 4-8427-0000-9 (set)。
- 『量子力学』仁科芳雄ら訳、岩波書店、1936年。
  - 『量子力学』朝永振一郎ほか共訳、岩波書店、1954年。
  - 『量子力学 第四版』共訳、岩波書店、1968年。ISBN 4-00-006123-2。
  - 『量子力学 第四版 改訂版』共訳、岩波書店、2017年。ISBN 9784000061513。

## 伝記
- Farmelo, Graham (2009). The Strangest Man: the Life of Paul Dirac, Quantum Genius. London: Faber and Faber. ISBN 0-465-01827-0. OCLC 426938310
  - グレアム・ファーメロ『量子の海、ディラックの深淵　天才物理学者の華々しき業績と寡黙なる生涯』吉田三知世訳、早川書房、2010年

2009年のCosta Book Awards（2009年度伝記部門）を受賞。
- アブラハム・パイスほか『ポール・ディラック　人と業績』藤井昭彦訳、ちくま学芸文庫、2012年